# Cikopomayak
Cikopomayak is een bestuurslaag in het regentschap Bogor van de provincie West-Java, Indonesië. Cikopomayak telt 5364 inwoners (volkstelling 2010).